# 宇宙X線背景放射
宇宙X線背景放射 (cosmic X-ray background; CXB)は1962年のロケット実験で存在が確認された、宇宙から等方的にやってくるX線放射である。
その起源については、クエーサーや活動銀河核にあるとされる大型ブラックホールなどの点源の集まりからなるのか、広がった高温ガスの熱制動放射由来なのか議論が続いていた。当初、全体の25～30%の成分は点源としてほぼ確認されていたが、放射全ての起源を確認するには至っていなかった。しかし、高い角分解能を持つチャンドラX線衛星の観測によって、宇宙X線背景放射の85%以上が点源からの放射の寄せ集めであることが判明した。